# 퇴구강
퇴구강(腿口綱, Merostomata)는 협각류에 속하는 절지동물 분류군이다. 퇴구강 동물들은 모두 수저생활을 하며 과거에 번성했으나 지금은 투구게 등을 제외하고는 거의 절멸된 동물군이다. 5 ~ 6쌍의 복부 부속지가 아가미로 변형되었으며 몸 뒤쪽에는 뽀족한 미부돌기를 가진다. 퇴구강은 검미목과 광익목으로 나뉜다.

## 하위 분류
- 검미목 (Xiphosura) - 투구게 포함.
- † 광익목 (Eurypterida)